# Ababuj
Ababuj – gmina w Hiszpanii, w prowincji Teruel, w Aragonii, o powierzchni 54,3 km². W 2011 roku gmina liczyła 73 mieszkańców.